# Boussicourt
Boussicourt település Franciaországban, Somme megyében. Lakosainak száma 82 fő (2022. január 1.). Boussicourt Davenescourt, Fignières, Gratibus és Trois-Rivières községekkel határos.

## Népesség
A település népességének változása:
| Lakosok száma | 82   | 85   | 86   | 87   | 87   | 87   | 86   | 84   | 82   |
|               | 2013 | 2015 | 2016 | 2017 | 2018 | 2019 | 2020 | 2021 | 2022 |